# Niclas Ekström
Niclas Ekström, född 23 juni 1967, är en svensk manusförfattare.
Ekström debuterade i TV-serien Reuter & Skoog, där han skrev manus till andra säsongens samtliga åtta avsnitt. År 2002 respektive 2003 skrev han manus till kortfilmerna Rum 703 och Den andra sidan, där den senare belönades med Stora novellfilmspriset 2003. År 2006 skrev han manus till TV-serien Emblas hemlighet.  Under 2010-talet har han skrivit manus till TV-serierna 30 grader i februari (2012), Molanders (2013), Halvvägs till himlen (2013) och filmen Prästen i paradiset (2015).
Ekström driver manusföretaget Pen Power i Göteborg.

## Filmografi
- 2001 – Reuter & Skoog (TV-serie)
- 2002 – Rum 703
- 2003 – Den andra sidan
- 2006 – Emblas hemlighet (TV-serie)
- 2007 – Andra Avenyn (TV-serie)
- 2011 – Starke man (TV-serie)
- 2012 – 30 grader i februari (TV-serie)
- 2013 – Molanders (TV-serie)
- 2013 – Halvvägs till himlen (TV-serie)
- 2015 – Prästen i paradiset
- 2017 – Önskans hjärta (TV-serie)
- 2017 – Lingonligan (TV-serie)
- 2020 – Maskineriet (TV-serie)
- 2022 – Maskineriet 2 (TV-serie)

## Ljuddrama
- 2021 – Före/efter: Bulltoftakapningen 1972
- 2023 – Kontra